# Montainville (Yvelines)
Montainville ist eine französische Gemeinde mit 560 Einwohnern (Stand: 1. Januar 2022) im Département Yvelines in der Region Île-de-France. Sie gehört zum Arrondissement Saint-Germain-en-Laye und zum Kanton Aubergenville. Die Einwohner werden Montainvillois genannt.

## Geographie
Montainville befindet sich etwa 33 Kilometer westlich von Paris nahe der Mauldre. Umgeben wird Montainville von den Nachbargemeinden Maule im Norden, Mareil-sur-Mauldre im Osten und Nordosten, Beynes im Süden, Marcq im Südwesten sowie Andelu im Westen.

## Bevölkerungsentwicklung
| Jahr                      | 1962 | 1968 | 1975 | 1982 | 1990 | 1999 | 2006 | 2012 |
| Einwohner                 | 305  | 317  | 396  | 382  | 419  | 507  | 553  | 537  |
| Quelle: Cassini und INSEE |      |      |      |      |      |      |      |      |

## Sehenswürdigkeiten
- Kirche Notre-Dame-de-l'Assomption, Ende des 13. Jahrhunderts, Glockenturm Ende des 14. Jahrhunderts, Monument historique seit 1983
- Domäne, genannt Ferme du fort aus dem 15. Jahrhundert und Zehntscheune aus dem 16. Jahrhundert
- heutiges Rathaus aus dem 17./18. Jahrhundert
- Waschhaus

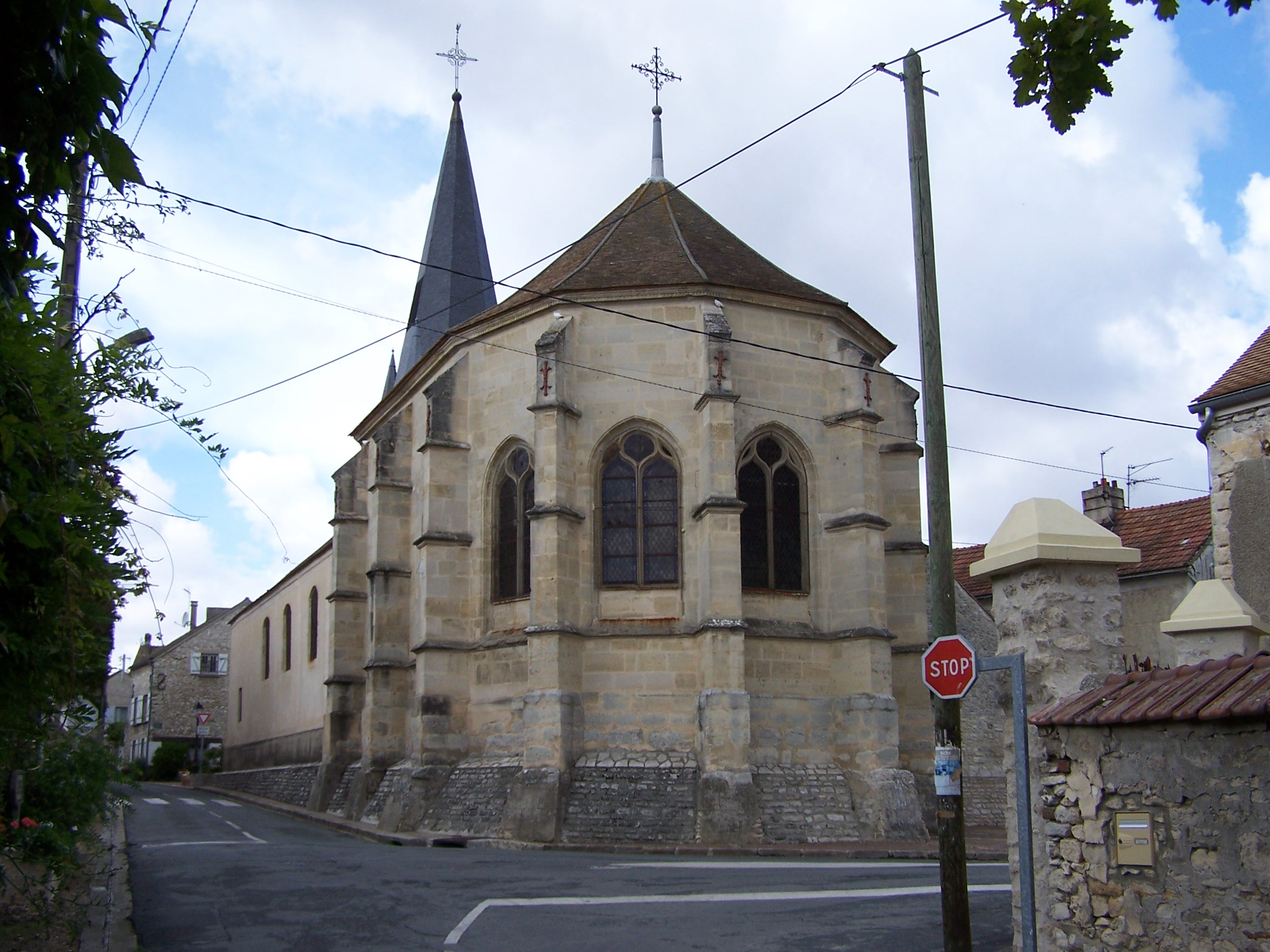
Kirche Notre-Dame
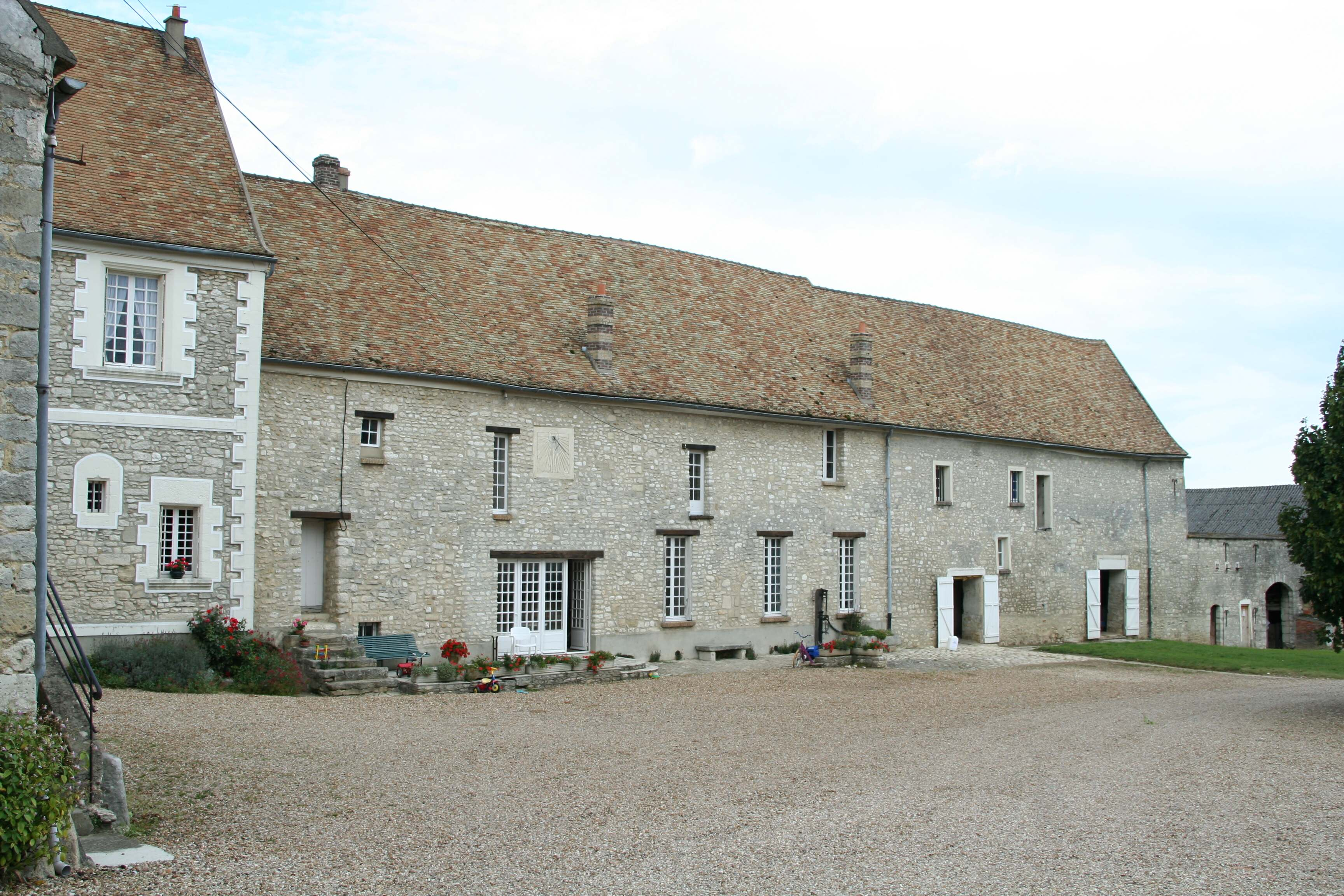
Ferme du fort

## Persönlichkeiten
- Bourvil (eigentlich: André Raimbourg, 1917–1970), Schauspieler, in Montainville begraben
- Ghislain Cloquet (1924–1981), Kameramann